# 유로파이터 (기업)

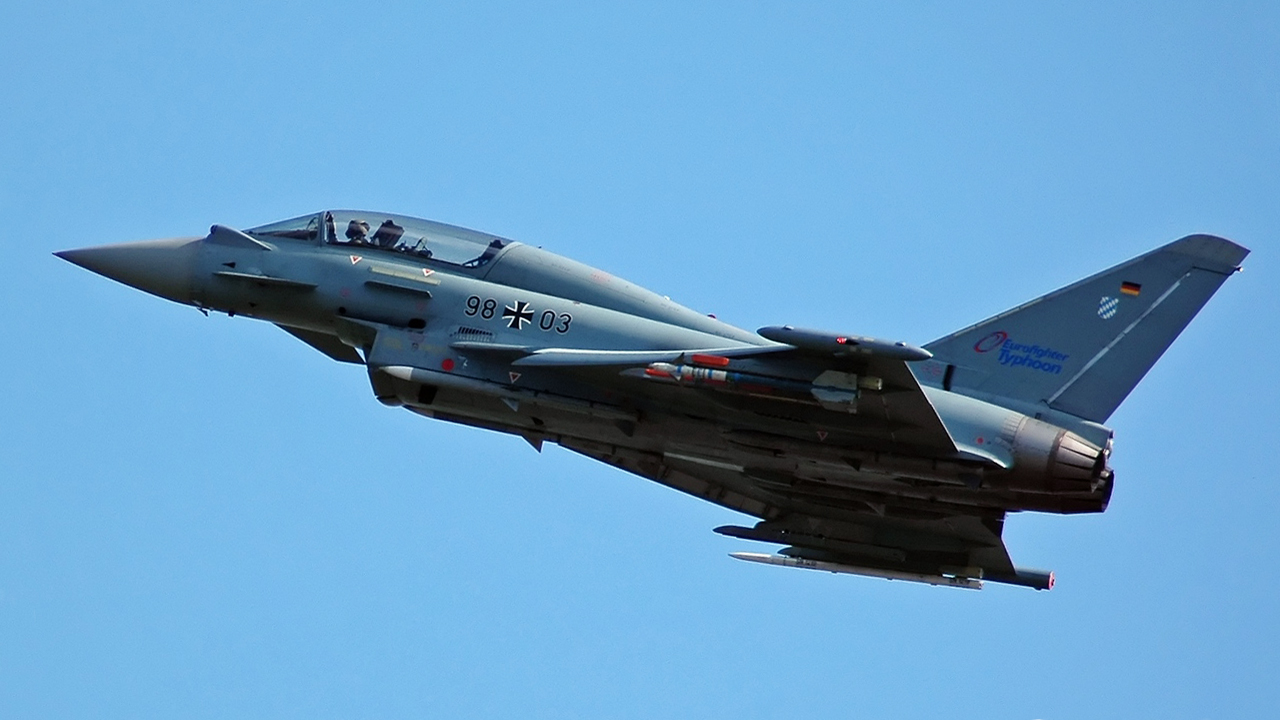
유로파이터

유로파이터 전투기 유한회사(독일어: Eurofighter Jagdflugzeug GmbH)는 유로파이터 타이푼의 계획, 생산, 개발의 협력을 위해 설립된 다국적 기업이다. 1986년에 설립됐으며, 독일 바이에른주 할베르크모스에 위치해 있다.
유로파이터 유한회사의 지분은 이하 네 국가의 항공기 제조 기업으로 구성돼있다.
- 46% EADS
  - 33%  독일 - EADS-독일 (과거의 DASA)
  - 13%  스페인 - EADS-스페인 (과거의 CASA)
- 33%  영국 - BAE 시스템스
- 21%  이탈리아 - 레오나르도 (과거의 핀메카니카, 알레니아 에어로노티카를 통해 소유)

## 역사
최초의 생산 계약은 1998년 1월 30일 유로파이터 GmbH, 유로젯, NETMA 간에 체결되었다.BBC">BBC "유로파이터 계약 체결" BBC 뉴스, 1998년 1월 30일 회수: 2007년 9월 18일</ref> 구매 총액은 영국 232개국, 독일 180개국, 이탈리아 121개국, 스페인 87개국이었다. 생산은 BAE(37.42%), DASA(29.03%), 에어리탈리아(19.52%), CASA(14.03%) 순으로 조달에 따라 다시 배분됐다. 그러나 1995년 냉전 종식 및 평화배당 제정에 따라 모든 관련국들이 주문을 줄이기로 결정함에 따라, 각 기여국들이 발주하고자 하는 단위 수에 기반한 워크셰어에 대한 우려가 제기되었다. 영국은 250개에서 232개로, 독일은 250개에서 140개로, 이탈리아는 165개에서 121개로, 스페인은 100개에서 87개로 주문을 줄였다. 이 주문 수준에 따라 워크셰어 분할은 39/24/22/15 영국/독일/이탈리아/스페인이어야 했지만 독일은 그렇게 많은 양의 작업을 포기하려 하지 않았다.
1994년 3월 27일, 유로파이터 프로토타입의 비행은 다사의 수석 시험 비행사인 피터 웨거가 맡았다. 2004년 12월 9일, 유로파이터 태풍 IPA4는 스웨덴의 비델 공군기지에서 3개월 간의 냉간 환경 시험(CET)을 시작했으며, 그 목적은 항공기와 시스템의 온도 -25 ~ 31 를 확인하는 것이었다.°C.헤이스팅스월 16일, 최초의 완전 장비  항공기인 계측 생산 항공기  (IPA7)의 첫 비행이 EADS의 망칭 비행장에서 이루어졌다.
1998년 9월, 148대의 1대의 항공기 생산과 2대의 긴 리드 타임 품목의 조달 계약이 체결되었다. 3월, 트랑슈  1의 마지막 항공기가 독일 공군에 인도되었고, 이후 모든 항공기는 트랑슈 으로 인도되었다.홈, 캐서린, 마르티나 슈미트마이어입니다 "독일 공군: 유로파이터와 함께 10,000시간 비행" 보관됨 2011-09-27 - 웨이백 머신
2008년 10월, 유로파이터 국가들은 236명의 트랑슈  3을 두 부분으로 분할하는 것을 고려하고 있었다.